# یواس‌اس دامبارتن (۱۸۶۱)
یواس‌اس دامبارتن (۱۸۶۱) (به انگلیسی: USS Dumbarton (1861)) یک کشتی بود که طول آن ۲۰۴ فوت (۶۲ متر) بود.